# Choireas
Choireas (mittelgriechisch Χοιρέας; † ca. März 824) war ein byzantinischer Rebell und Gefolgsmann des Gegenkaisers Thomas des Slawen.

## Leben
Nachdem Kaiser Leo V. im Dezember 820 auf Veranlassung des Generals Michael ermordet worden war, rebellierte Thomas gegen den neuen Machthaber in Konstantinopel und ließ sich in Kleinasien mit Unterstützung durch das Paulikianertum und mit Rückendeckung des Kalifen Al-Ma'mun ebenfalls zum Kaiser krönen. Während des Aufstands war Choireas Kommandant der Festung Kabala in der Nähe von Ikonion im Thema Anatolikon, die er auch nach der Gefangennahme und Hinrichtung des Thomas und dessen Mitregenten Anastasios im Herbst 823 hielt. Kaiser Michael II. bot ihm für die Aufgabe seines Widerstands per Chrysobull den Titel eines Magistros an, doch lehnte Choireas dies ab und unternahm weiterhin von seinem Stützpunkt aus Raubzüge. Michael gelang es, die Untergebenen des Choireas zu bestechen, so dass dieser nicht mehr nach Kabala zurückkehren konnte. Beim Versuch, ins Kalifat der Abbasiden nach Syrien zu fliehen, wurde der Rebell gefasst und hingerichtet.
Ein weiterer Unterstützer des Thomas, Gazarenos Koloneiates, konnte sich ebenfalls bis ins Frühjahr 824 in Galatien behaupten, um anschließend das gleiche Schicksal wie Choireas zu erleiden.